# قدرت نرم
قدرت نرم (به انگلیسی: soft power) در سیاست (و به ویژه در سیاست بین‌الملل)، به جای اجبار (برعکس قدرت سخت)، توانایی جذب و انتخاب است. به عبارت دیگر، قدرت نرم شامل شکل‌دادن به ترجیحات دیگران از طریق جذابیت و جذب است. یکی از ویژگی‌های تعیین‌کننده قدرت نرم این است که اجباری نیست. قدرت نرم شامل فرهنگ، ارزش‌های سیاسی و سیاست‌های خارجی است. در سال ۲۰۱۲ جوزف نای از دانشگاه هاروارد توضیح داد که قدرت نرم، «بهترین تبلیغ، تبلیغ نیست»، و بیشتر توضیح داد که در عصر اطلاعات، «اعتبار کمترین منبع است».
این مفهوم را اولین بار جوزف نای از دانشگاه هاروارد در سال ۱۹۹۰ در کتابی، با نام «تغییر ماهیت قدرت آمریکایی» مطرح کرد. وی در سال ۲۰۰۴ مفهوم قدرت نرم را در کتاب «قدرت نرم: راه موفقیت در سیاست‌های جهانی» بسط داد. در مقابل قدرت نرم واژه تهدید نرم معرفی می‌شود که مفهوم آن را تحولاتی می‌دانند که موجب دگرگونی در هویت فرهنگی و الگوی رفتاری مورد قبول یک نظام سیاسی می‌شود.
قدرت نرم با دو بعد از نظریه ابعاد سه‌گانه قدرت (۱-برجسته سازی و ۲-قدرت بنیادین) که استیون لوکس در کتاب «قدرت: بینش افراطی» ارائه کرده‌است قابل مقایسه است.
هم‌اکنون این واژه در سطح بین‌المللی به‌طور گسترده مورد استفاده تحلیل گران قرار گرفته‌است. به عنوان مثال هو جینتائو، رئیس‌جمهور چین در هفدهمین مجمع حزب کمونیست در سال ۲۰۰۷ گفت: چین نیازمند افزایش قدرت نرم خود است. رابرت گیتس وزیر دفاع ایالات متحده آمریکا در مورد نیاز به توسعه قدرت نرم آمریکا صحبت کرد. در سال ۲۰۱۰، معاون سابق رئیس‌جمهور تایوان به کره جنوبی سفر کرد و استفاده تایوان از قدرت نرم به عنوان الگویی برای حل درگیری‌های بین‌المللی را حمایت نمود.

## کشورها

### آمریکا
قدرت نرم آمریکا به خاطر سیاست‌های ترامپ در سال۲۰۱۷ از رتبه اول به رتبه سوم سیر نزولی خود را طی می‌کند و فرانسه به خاطر سیاست‌های عالی امانوئل مکرون از رتبه سوم رتبه اول را از آن خود می‌کند. آمریکا هنوز هم با موفقیت فرهنگ، توان نوآوری و سبک زندگی خود را به مردم دنیا می‌فروشد. سینمای آمریکا شاید یکی از قوی‌ترین نمونه‌های عملی قدرت نرم باشد. همچنین تلفن‌های هوشمند نفوذ آمریکا را در دنیا بیشتر می‌کنند.

### کره جنوبی
موج کره‌ای (هالیو) نوواژه‌ای است که به گسترش جهانی فرهنگ کره جنوبی از دههٔ ۱۹۹۰ به این سو اشاره دارد. بنابر گزارش واشینگتن‌پست گسترش صنعت سرگرمی کره جنوبی باعث شده تا فروش کالاها و خدمات کره‌ای نظیر خوراک، پوشاک و کلاس‌های زبان کره‌ای بالا برود. دولت کره جنوبی می‌کوشد با افزایش صادرات فرهنگی کره جنوبی از این ابزار به عنوان قدرت نرم برای ارتباط با توده‌های جوان دنیا در سراسر جهان استفاده کرده و از تمایلات ضدکره‌ای بکاهد.

### چین
قدرت نرم چین که پشتوانه دولتی دارد مورد سوء ظن است و در مقایسه با نمونه آمریکایی آن که مردمی‌تر است، تأثیر چندانی ندارد.

## جنگ نرم
در ادبیات سیاسی ایران هم این مفهوم بسیار رایج است. ظاهراً واژه جنگ نرم نیز اشاره به همین مفهوم دارد.

جنگ نرم نوعی چالش و درگیری بین کشورها است که در حوزه سخت‌افزاری و تسلیحات نظامی قرار نمی‌گیرد. بلکه در حوزه محتوا و برنامه و نرم‌افزارهایی قرار می‌گیرد که عمدتاً از جنس رسانه است؛ بنابراین هر گونه تقابل میان کشورها یا گروه‌ها که با یکدیگر رقابت یا دشمنی دارند و در آن از ابزارهای رسانه ای، ابزارهای سایبری و نرم‌افزاری یا سخت‌افزاری استفاده می‌شود در دنیا به عنوان جنگ نرم (به انگلیسی: Soft War) تلقی می‌شود. در فضای جنگ نرم صحبت از موشک و اسلحه و تانک، کشتی و هواپیما نیست بلکه صحبت از ماهواره، اینترنت، روزنامه، خبرگزاری، کتاب، فیلم، سینما است؛ بنابراین سربازانی هم که در این جنگ نرم دخیل هستند و به سمت هم شلیک می‌کنند دیگر ژنرال‌ها، افسرها و نظامی‌ها نیستند بلکه روزنامه نگاران، سینما گرها، هنرمندان و فعلان امور رسانه‌ها هستند که در بسیاری از کشورهای استبدادی به صورت هدفدار و به دستور یا تحت کنترل مقامات سیاسی فعالیت می‌کنند.

## رتبه‌بندی
رتبه‌بندی سی کشور اول جهان بر اساس قدرت نرم، در سال‌های ۲۰۱۵ تا ۲۰۱۸، به شرح زیر است.
| نام کشور  | سال ۲۰۱۸ | سال ۲۰۱۷ | سال ۲۰۱۶ | سال ۲۰۱۵ |
| --------- | -------- | -------- | -------- | -------- |
| بریتانیا  | ۱        | ۲        | ۲        | ۱        |
| فرانسه    | ۲        | ۱        | ۵        | ۴        |
| آلمان     | ۳        | ۴        | ۳        | ۲        |
| آمریکا    | ۴        | ۳        | ۱        | ۳        |
| ژاپن      | ۵        | ۶        | ۷        | ۸        |
| کانادا    | ۶        | ۵        | ۴        | ۵        |
| سوییس     | ۷        | ۷        | ۸        | ۷        |
| سوئد      | ۸        | ۹        | ۹        | ۹        |
| هلند      | ۹        | ۱۰       | ۱۰       | ۱۰       |
| استرالیا  | ۱۰       | ۸        | ۶        | ۶        |
| دانمارک   | ۱۱       | ۱۱       | ۱۳       | ۱۱       |
| ایتالیا   | ۱۲       | ۱۳       | ۱۱       | ۱۲       |
| نروژ      | ۱۳       | ۱۲       | ۱۵       | ۱۸       |
| اسپانیا   | ۱۴       | ۱۵       | ۱۲       | ۱۴       |
| فنلاند    | ۱۵       | ۱۷       | ۱۴       | ۱۵       |
| بلژیک     | ۱۶       | ۱۶       | ۱۸       | ۱۷       |
| اتریش     | ۱۷       | ۱۴       | ۱۷       | ۱۳       |
| نیوزلند   | ۱۸       | ۱۸       | ۱۶       | ۱۶       |
| ایرلند    | ۱۹       | ۱۹       | ۲۰       | ۱۹       |
| کره جنوبی | ۲۰       | ۲۱       | ۲۲       | ۲۰       |
| سنگاپور   | ۲۱       | ۲۰       | ۱۹       | ۲۱       |
| پرتغال    | ۲۲       | ۲۲       | ۲۱       | ۲۲       |
| یونان     | ۲۳       | ۲۳       | ۲۵       | ۲۵       |
| لهستان    | ۲۴       | ۲۴       | ۲۳       | ۲۴       |
| مجارستان  | ۲۵       | ۲۸       | ۲۶       | -        |
| چک        | ۲۶       | ۲۷       | ۲۹       | ۲۷       |
| چین       | ۲۷       | ۲۵       | ۲۸       | ۳۰       |
| روسیه     | ۲۸       | ۲۶       | ۲۷       | -        |
| برزیل     | ۲۹       | ۲۹       | ۲۴       | ۲۳       |
| آرژانتین  | ۳۰       | -        | ۳۰       | -        |
| ترکیه     | -        | ۳۰       | -        | ۲۸       |
| اسرائیل   | -        | -        | -        | ۲۶       |
| مکزیک     | -        | -        | -        | ۲۹       |